# Cucaracha
Cucaracha (czyt. kukaracza, hiszp. karaluch) – rodzaj koktajlu alkoholowego. Składa się w równych ilościach z tequili, likieru kahlúa i rumu.
Po zmieszaniu w kieliszku do wódki zawartość jest podpalana (wymaga dłuższej chwili), a następnie pita przez słomkę. Zwykle przygotowuje się kilka drinków tego rodzaju jednocześnie, podpala się je i pije jednocześnie w kilka osób.